# PBKDF2
PBKDF2 a PBKDF1 (zkratky z anglického Password-Based Key Derivation Function) jsou v kryptografii dvě funkce pro odvození klíče. PBKDF1 je starší z nich, vytváří klíče o délce nejvýše 160 bitů a z praktického hlediska je nahrazena novější funkcí PBKDF2, u které je délka vytvářeného klíče teoreticky neomezená.

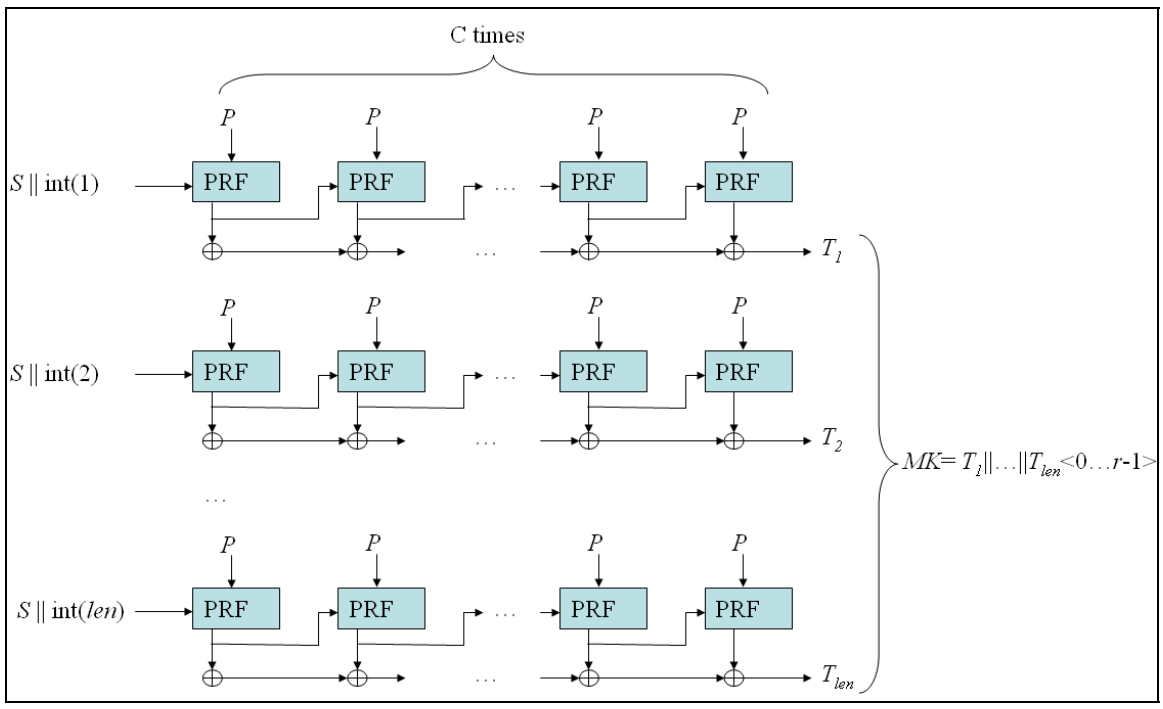
Schéma fungování PBKDF2

PBKDF2 je součástí standardu PKCS#5 společnosti RSA Security, od září 2000 také součástí standardu IETF ve formě RFC 2898 a od prosince 2010 ji doporučuje také americký Národní institut standardů a technologie (NIST).
Vstupem je pro PBKDF2 jednak heslo nebo heslová fráze, jednak sůl a počet požadovaných iterací, jednak požadovaná pseudonáhodná funkce, která má být v iteracích použita. Typicky se jedná o nějakou funkci typu HMAC. Formálně tedy lze PBKDF2 definovat jako funkci
DK=PBKDF2(PRF, Password, Salt, c, dkLen)
kde
- PRF je požadovaná pseudonáhodná funkce
- Password je heslo nebo heslová fráze
- Salt je sůl
- c je počet požadovaných iterací
- dkLen je požadovaná délka klíče
- DK je vytvořený klíč

Například standard IEEE 802.11i (takzvané WPA2) používá PBKDF2 se zadáním:
DK=PBKDF2(HMAC-SHA1, heslo, SSID, 4096, 256)